# Buritirana
Buritirana este un oraș în unitatea federativă Maranhão (MA), Brazilia.